# Götheborgske Spionen
Den Götheborgske Spionen har fram till november 2024 varit en studenttidning vid Göteborgs universitet. Tidningen administrerades genom en tidningsförening som hade Göteborgs universitets studentkårer som huvudman. 
Namnet Götheborgske Spionen förekom som namn på en tidning i Göteborg 1766–1773, då gymnasielärarna Bengt Öhrwall och Johan Rosén gav ut en publikation med sedeskildringar, kåserier och insändare i aktuella ämnen, som till exempel Ostindiska kompaniet, tryckfriheten och överflödsförordningen som reglerade nyttjandet av kaffe, alkohol, siden, spetsar med mera. Tidningen diskuterade också saker som gatubelysning, brandförsvar och inte sällan kommenterade insändarna privata uppgörelser som hade förekommit vid domstol.
Tidningen återuppstod som medlemstidning för Göteborgs Högskolas Studentkårs medlemmar 1936. Bland initiativtagarna märktes Erik Lönnroth. Sedan dess har tidningen granskat både Göteborgs universitet och studentkårerna vid universitetet. Filosofiska Fakulteternas Studentkår valde att donera tidningen till GUS under det sena 1990-talet och en tidningsförening inrättades för att administrera tidningen. GUS har varit huvudman för tidningsföreningen. Efter det genomgick tidningen flera förändringar för att anpassa sig till sin nya målgrupp, alla studenter vid Göteborgs universitet.
Sedan kårobligatoriet avskaffades utkom tidningen till samtliga studenter och anställda vid Göteborgs universitet med 4 nummer per år, som en del i det kårstöd universitetet ger till studentkårerna. Upplagan har varit cirka 37 000 exemplar.  
I november 2024 meddelade tidningens styrelse att tidningen av ekonomiska skäl läggs ner.